# Isla Pardo
Isla Pardo är en ö i Mexiko. Den ligger på östkusten av delstaten Baja California Sur, i den västra delen av landet. Den tillhör Loreto kommun och ligger strax söder om Isla Las Tijeras. Arean är 0,03 kvadratkilometer.
Fyra arter av reptiler finns på ön, crotalus enyo (en sorts skallerorm), phyllodactylus nocticolus (en geckoödla), vanlig chuckwalla och urosaurus nigricaudus.